# Programa nuclear brasileiro

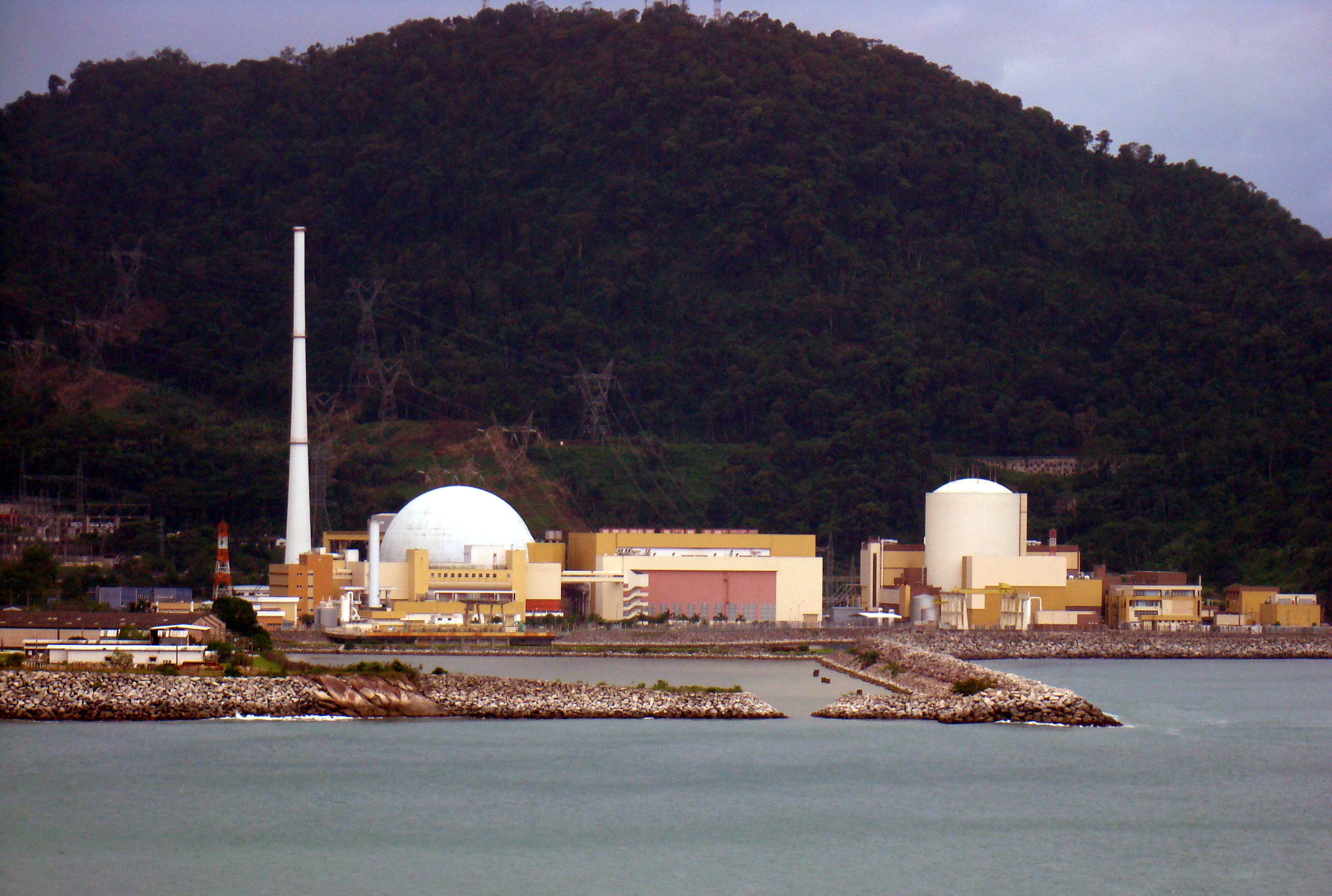
Usina Nuclear Angra 1

A energia nuclear corresponde a cerca de 3% da matriz energética do Brasil e cerca de 40% da matriz energética do Estado do Rio de Janeiro, sendo produzida por dois reatores de água pressurizada na Central Nuclear Almirante Álvaro Alberto, em Angra dos Reis. A construção de um terceiro reator teve início em junho de 2010, estava previsto para entrar em funcionamento em maio de 2018, porém, em decorrência de interrupção das obras, o início das operações foi adiado para 2024. A empresa brasileira encarregada de produzir energia nuclear é a Eletronuclear.

## História

### Anos iniciais (1930 – 1960)
No Brasil, a pesquisa teórica sobre energia nuclear teve início na Universidade de São Paulo (USP), no final dos anos de 1930. Na década seguinte, o Brasil tornou-se fornecedor de recursos minerais (monazita, tório e urânio) para projetos nucleares experimentais nos Estados Unidos, como o Projeto Manhattan.
Em 1947, Álvaro Alberto da Mota e Silva, oficial da Marinha e entusiasta da energia nuclear, escreveu a primeira política nuclear a ser aprovada pelo Conselho de Segurança Nacional (CSN). A implementação do plano teve início em 1951, com o estabelecimento do Conselho Nacional de Pesquisas (CNPq) e a indicação de Alberto a sua presidência. Embora o objetivo geral da instituição fosse promover pesquisas científicas e tecnológicas em todas as áreas do conhecimento, o CNPq tinha responsabilidades específicas quanto ao desenvolvimento da energia nuclear, como estimular pesquisas sobre recursos minerais relevantes e expandir a industrialização da energia nuclear.
Na perspectiva de Alberto, o desenvolvimento do setor nuclear no Brasil incluía a nacionalização das atividades nucleares e compensações específicas para a exportação de matéria prima estratégica. Desse modo, o Brasil tentou obter acordos comerciais que, em troca das matérias primas nacionais, incluíssem disposições que facilitassem o acesso a tecnologias sensíveis e a treinamento para engenheiros nucleares brasileiros. O êxito dessa política foi visivelmente limitado, mas forneceu oportunidades de intercâmbio acadêmico e treinamento nos Estados Unidos para cientistas e engenheiros brasileiros.
O CNPq buscou obter tecnologia nuclear dos Estados Unidos e de outros países. Alberto solicitou a compra de um cíclotron da General Electric, o que permitiria ao Brasil conduzir experimentos avançados em física nuclear. Washington, porém, rejeitou o pedido. Alberto também iniciou negociações para a aquisição de ultracentrifugas da Alemanha Ocidental.
Em meados da década de 1950, o programa nuclear brasileiro não havia avançado muito, exceto pela compra, por 80.000 dólares, de três centrífugas da Alemanha Ocidental. Embora as centrífugas tenham chegado ao Brasil em 1956, entraram em funcionamento apenas na década de 1970. Orçamentos limitados e instabilidade política causaram os atrasos.
Uma Comissão Parlamentar de Inquérito (CPI) estabelecida em 1956 descobriu que materiais atômicos haviam sido exportados de modo ilegal para os Estados Unidos. Também revelou que Juarez Távora, chefe do gabinete militar no início do governo Café Filho, em 1954, havia agido de acordo com as solicitações dos EUA e adotado uma nova política nuclear, a qual considerava os EUA parceiro privilegiado do Brasil no âmbito da energia nuclear.
Após o fim da investigação, a CPI defendeu uma abordagem mais nacionalista para a política nuclear, retomando os planos defendidos por Alberto e pelo CNPq. O novo plano nuclear, adotado por Juscelino Kubitschek pouco depois de sua eleição, criou a Comissão Nacional de Energia Nuclear (CNEN), sob supervisão presidencial. Além disso, cancelou todos os contratos relacionados à exportação de minerais atômicos.
Em 1957, o Brasil obteve seu primeiro reator para pesquisa, por meio do programa norte-americano Átomos para a Paz. O IEA-R1, como se tornou conhecido quando chegou ao Instituto de Energia Atômica (IEA), em São Paulo, foi o primeiro reator a entrar em funcionamento no hemisfério sul. Em 1960, foi adquirido o reator de pesquisa TRIGA Mark 1, localizado no Instituto de Pesquisas Radioativas (IPR) da Universidade Federal de Minas Gerais (UFMG), o qual foi usado em atividades de treinamento e de pesquisa associadas à produção de radioisótopos.
O esforço de pesquisa e desenvolvimento do reator de tório foi iniciado no final dos anos 1950, com o Grupo do Tório, centrado na Universidade Federal de Minas Gerais. As pesquisas neste sentido foram encerradas em 1975, após a oficialização acordo nuclear Brasil-Alemanha.

### 1961 – 1972
Em 1965, entrou em funcionamento no Instituto de Engenharia Nuclear (IEN), sediado no Rio de Janeiro, o Argonauta, primeiro reator de pesquisa feito no país, cuja construção terminara em 1962. O Argonauta foi uma adaptação de um reator elaborado pelo Laboratório Nacional de Argonne, nos Estados Unidos.
Após o golpe de 1964, o regime militar estabeleceu uma política nuclear baseada na aquisição de usinas nucleares, para gerar eletricidade e criar condições para o estabelecimento de um complexo industrial nuclear autônomo no Brasil. Segundo o plano, o Brasil deveria, no longo prazo, procurar adquirir todas as tecnologias necessárias para o domínio do ciclo de produção do combustível nuclear. Com relação aos padrões internacionais que limitavam as explosões nucleares pacíficas (Peaceful Nuclear Explosions, PNE), a política nuclear dos militares afirmava que renunciar ao direito de condução independente das PNE representava “um preço demasiado alto a pagar”, pois:

1. O projeto de tratado mundial não representa um compromisso de desarmamento para os países já detentores de armas nucleares;
2. A França e a China não participam das negociações;
3. São grandes perspectivas de utilização de explosivos nucleares em mineração, abertura de portos, canais e terraplenagem, como comprovam as experiências levadas a efeito pelos EUA no programa “Plowshare”;
4. O conhecimento da técnica que leva à fabricação de explosivos nucleares, desde que sujeita à fiscalização internacional e limitada a objetivos específicos de desenvolvimento econômico, não constituem proliferação de armas nucleares nem a estimulam necessariamente".
Consequentemente, numa reunião do CSN, o presidente Costa e Silva expôs argumentos a favor da condução de "pesquisa, mineração e construção de artefatos que possam explodir" e adicionou: "Não vamos chamar de bomba, vamos chamar de artefatos que possam explodir”.
Em 1968, uma nova CPI avaliou os recursos minerais existentes no Brasil para o programa nuclear. Dois anos depois, a comissão parlamentar completou seu trabalho e concluiu que o grande crescimento da indústria brasileira implicava aumento na demanda por eletricidade no país, confirmando que a energia nuclear era necessária.
Também em 1968, o governo formulou secretamente o “Conceito Estratégico Nacional”, argumentando que a aquisição da ciência e da tecnologia nuclear era um meio para a superação da posição periférica do Brasil nas questões internacionais. De acordo com essa perspectiva, o Brasil não poderia aceitar o Tratado de Não Proliferação Nuclear (TNP), um acordo internacional percebido pelo Brasil como um instrumento para cercear o desenvolvimento da energia nuclear em países não nuclearmente armados, não resolvendo o problema das armas nucleares.
Impulsionado por seu grande crescimento econômico, o Brasil convidou diferentes empresas e consórcios a apresentarem projetos para a construção de sua primeira usina nuclear. Após receber cinco propostas diferentes, optou-se pela oferta feita pela empresa baseada nos EUA Westinghouse Electric Corporation, envolvendo reatores de água pressurizada (PWR). Simultaneamente, o Brasil dialogou com a Alemanha Ocidental, e um acordo de cooperação nuclear entre Brasília e Bonn foi assinado. Enquanto a CNEN finalizava os detalhes do contrato com a Westinghouse, entre maio de 1971 e abril de 1972, a Comissão de Energia Atômica dos Estados Unidos (USAEC) aprovou o fornecimento de combustível nuclear para a primeira usina nuclear do Brasil, Angra 1. O contrato entre a CNEN e a Westinghouse foi assinado em abril de 1972 e logo começou a construção de Angra 1.

### 1973 – 1978
Os militares continuaram estimulando o desenvolvimento do setor nuclear. A ambição do governo era adquirir todas as fases do ciclo nuclear por meio de cooperação internacional. Com isso em mente, em 1974, a Companhia Brasileira de Tecnologia Nuclear (CBTN) foi fortalecida e tornou-se Empresas Nucleares Brasileiras S/A (Nuclebrás). Chefiada por Paulo Nogueira Batista, um diplomata de carreira, a Nuclebrás foi encarregada de implementar o programa nuclear, promovendo a criação de empresas autônomas para a construção de partes e o fornecimento de serviços para as usinas nucleares. Enquanto a Nuclebrás cuidava da implementação e do financiamento, a CNEN era responsável pela inspeção, regulação e planejamento nuclear. Além disso, a CNEN continuou sendo o órgão de assessoramento do Ministério das Minas e Energia para assuntos nucleares nacionais e internacionais.
Após a Índia testar um artefato nuclear em 1974, no entanto, os EUA reduziram e, logo, suspenderam a cooperação nuclear com o Brasil. Além disso, na sequência da crise energética de 1973, a USAEC sujeitou o fornecimento de combustível para outros países à disponibilidade interna. Desse modo, o Brasil privilegiou as negociações com a França e com a Alemanha Ocidental, tendo assinado com esta um acordo em 27 de junho de 1975, o qual previa a transferência de conhecimento operacional sobre reatores.
O acordo representou a mais ampla transferência de tecnologia estabelecida entre um país desenvolvido e um país em desenvolvimento. Bonn se comprometeu a exportar entre quatro e oito reatores, ao longo de 15 anos. Da mesma forma, empresas da Alemanha Ocidental concordaram em estabelecer o ciclo completo do combustível nuclear no Brasil: prospecção e mineração de urânio; enriquecimento de urânio (usando o processo jet-nozzle); produção de rods de combustível nuclear e reprocessamento de rods usados. Para a indústria nuclear da Alemanha Ocidental, esse foi o contrato mais importante a ser assinado, cujo valor estimado chegaria a 10 bilhões de marcos (cerca de 4 bilhões de dólares). Além disso, esse foi o maior pedido individual de exportação na história da Alemanha.
O acordo motivou intensas reações internacionais. Um dos aspectos mais controversos era o fato de a Alemanha, signatária do TNP, comprometer-se a transferir tecnologia nuclear para o Brasil, à época governado por uma ditadura militar e não signatário do TNP.
Nos anos seguintes ao acordo, o Brasil e a Alemanha Ocidental enfrentaram fortes pressões, vindas não só dos EUA, como também do Reino Unido, Canadá, França e União Soviética—países que apoiavam a restrição à venda de materiais nucleares e que se opunham fortemente à exportação de tecnologia nuclear avançada, como usinas de reprocessamento de combustíveis.
Para superar as crescentes suspeitas e após várias negociações, foi estabelecido um acordo tripartite sobre salvaguardas nucleares, entre o Brasil, a Alemanha Ocidental e a Agência Internacional de Energia Atômica (AIEA).
Pouco depois, o presidente Ernesto Geisel anunciou o Livro Branco sobre a política nuclear brasileira. O documento tinha por objetivo esclarecer ao público aspectos das decisões nucleares do Brasil, afirmava a natureza pacífica do programa e justificava a opção nuclear com base na crescente demanda por energia no país. Em cooperação com a Alemanha Ocidental, a construção do reator de Angra 2 teve início em 1976. No entanto, o projeto enfrentou atrasos na construção e aumentos de custos, os quais motivaram profundas críticas no Brasil, ensejando a criação de outra CPI em 1978, a qual investigou o acordo nuclear entre o Brasil e a Alemanha Ocidental.

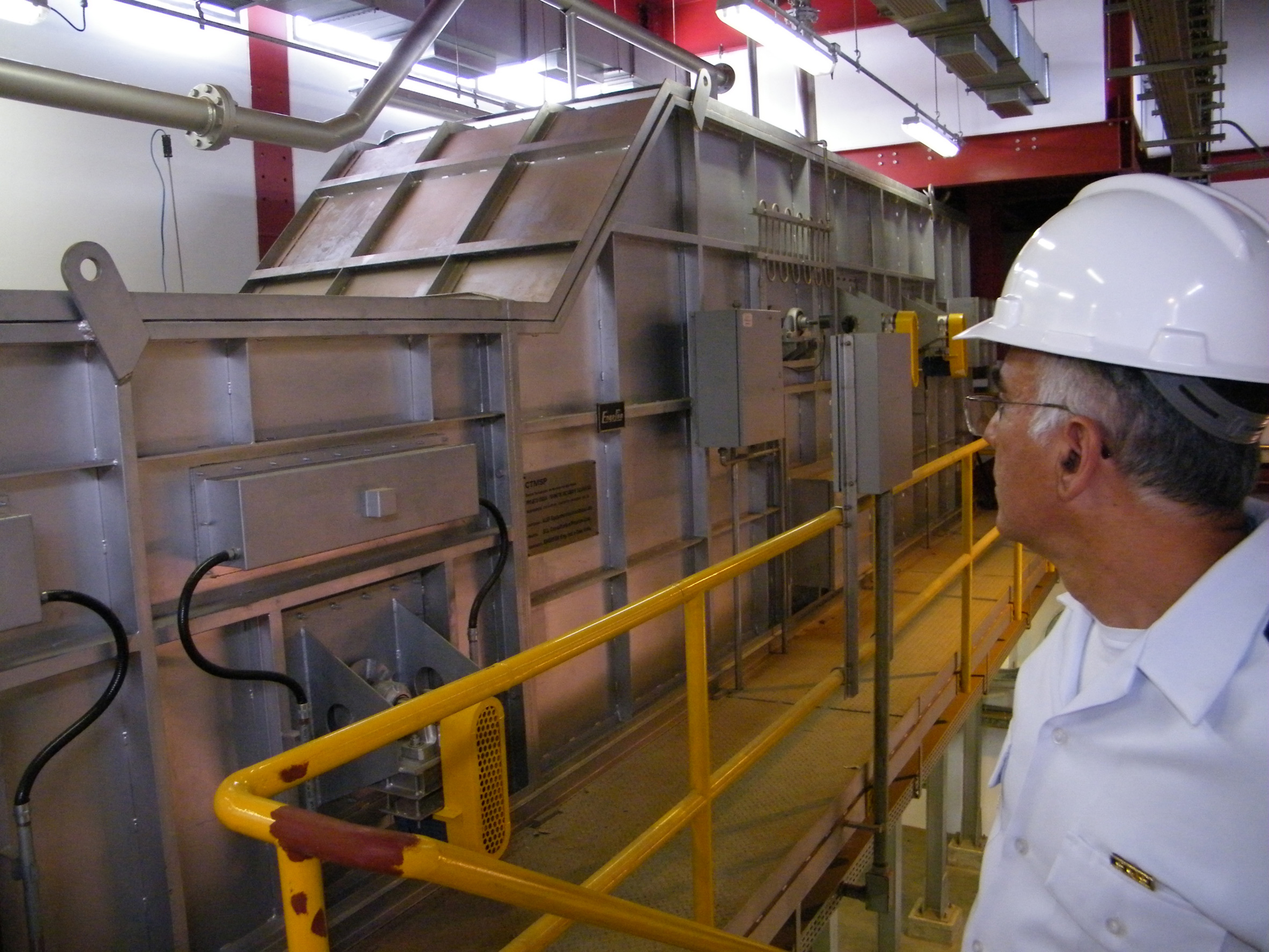
Usina de Hexafluoreto de Urânio (Usexa), no Centro Experimental Aramar, em Iperó.

### O Programa Nuclear "Autônomo" / "Paralelo" (1978 – 1987)
Em 1978, em meio a frustrações com o acordo nuclear com a Alemanha Ocidental, crescentes restrições impostas pelos EUA à tecnologia nuclear e o recém-criado Grupo de Fornecedores Nucleares (Nuclear Suppliers Group - NSG), o Brasil desenvolveu um projeto nuclear secreto, coordenado pela CNEN e implementado pelo Instituto de Pesquisas Energéticas e Nucleares (IPEN), que havia substituído o IEA em São Paulo. O objetivo original do projeto era desenvolver tecnologia autônoma para a produção de hexafluoreto de urânio (UF6).
O projeto evoluiu e tornou-se um programa, de modo a incluir pesquisa acerca de todas as fases da produção de energia nuclear, de reatores para propulsão naval e de artefatos nucleares explosivos. Conhecido como Programa Nuclear “Autônomo” ou “Paralelo”, foi controlado de perto pelos militares, sendo que cada uma das forças armadas dedicou recursos para a busca de métodos diferentes de enriquecimento de urânio. Esse programa militar paralelo foi conduzido concomitantemente ao programa civil, coordenado pela Nuclebrás.
Ao contrário do programa civil, porém, o programa autônomo não estava sob salvaguardas. Os diferentes ramos das forças armadas do Brasil desempenharam funções distintas no programa nuclear paralelo. A Marinha, que tinha o centro nuclear mais avançado – Aramar, em Iperó, São Paulo – coordenou dois projetos. O Projeto Ciclone visava ao desenvolvimento de tecnologia de enriquecimento de urânio pelo método de ultracentrifugação, enquanto o Projeto Remo buscava desenvolver um reator nuclear para uma pequena embarcação naval, como um submarino. O Exército coordenou o Projeto Atlântico, que tentou desenvolver reatores de urânio natural. A Aeronáutica cuidou do Projeto Solimões, que fez pesquisas sobre tecnologia laser para fins nucleares e convencionais e sobre “explosivos nucleares para fins pacíficos".
Na década de 1980, a imprensa divulgou evidências da existência de dois grandes poços na base aérea da Serra do Cachimbo, no estado do Pará. Com isso, aumentaram as suspeitas sobre as atividades nucleares da Aeronáutica, pois os poços possivelmente teriam sido feitos para testes de explosivos nucleares.
Pessoas encarregadas do programa nuclear secreto tentaram obter acesso à tecnologia e materiais no mercado internacional. No final dos anos 70, em meio à escassez de petróleo no Brasil, o Iraque ofereceu fornecimento deste por um preço reduzido, em troca de 80 toneladas de urânio brasileiro. Depoimentos orais indicam que o Brasil aceitou a oferta e estabeleceu um acordo com o Iraque. No entanto, a exportação de urânio foi interrompida quando a Guerra Irã-Iraque se intensificou, antes que o Brasil fornecesse um quarto da quantidade prevista.
Além disso, acredita-se que o Brasil tenha comprado urânio altamente enriquecido da China nos anos 80. Em dezembro de 1982, o então presidente da CNEN, Rex Nazaré, liderou uma missão para a China com o objetivo de adquirir urânio enriquecido de seus equivalentes na Corporação Nuclear Nacional da China (China National Nuclear Corporation). Fontes indicam que, poucos anos depois, cilindros brasileiros de hexafluoreto foram transportados para a China contendo urânio natural. Logo, retornaram ao Brasil em um container que, supostamente, trazia porcelana adquirida pela primeira dama, Dulce Figueiredo, durante a visita presidencial. O material foi posteriormente guardado no centro de pesquisas do IPEN em São Paulo, onde a Marinha desenvolvia tecnologias para o enriquecimento de urânio e para a construção de reatores, com o objetivo final de construir um submarino de propulsão nuclear.
A autoridade civil foi restabelecida no pais em 1985 e, dois anos depois, o presidente José Sarney revelou publicamente que o Brasil havia alcançado a capacidade de enriquecer urânio por meio de um programa nuclear secreto. Embora Sarney tenha feito esse anúncio, não há indícios de que ele tenha tentado encerrar as atividades nucleares conduzidas pelos militares.

### 1988 – 2000

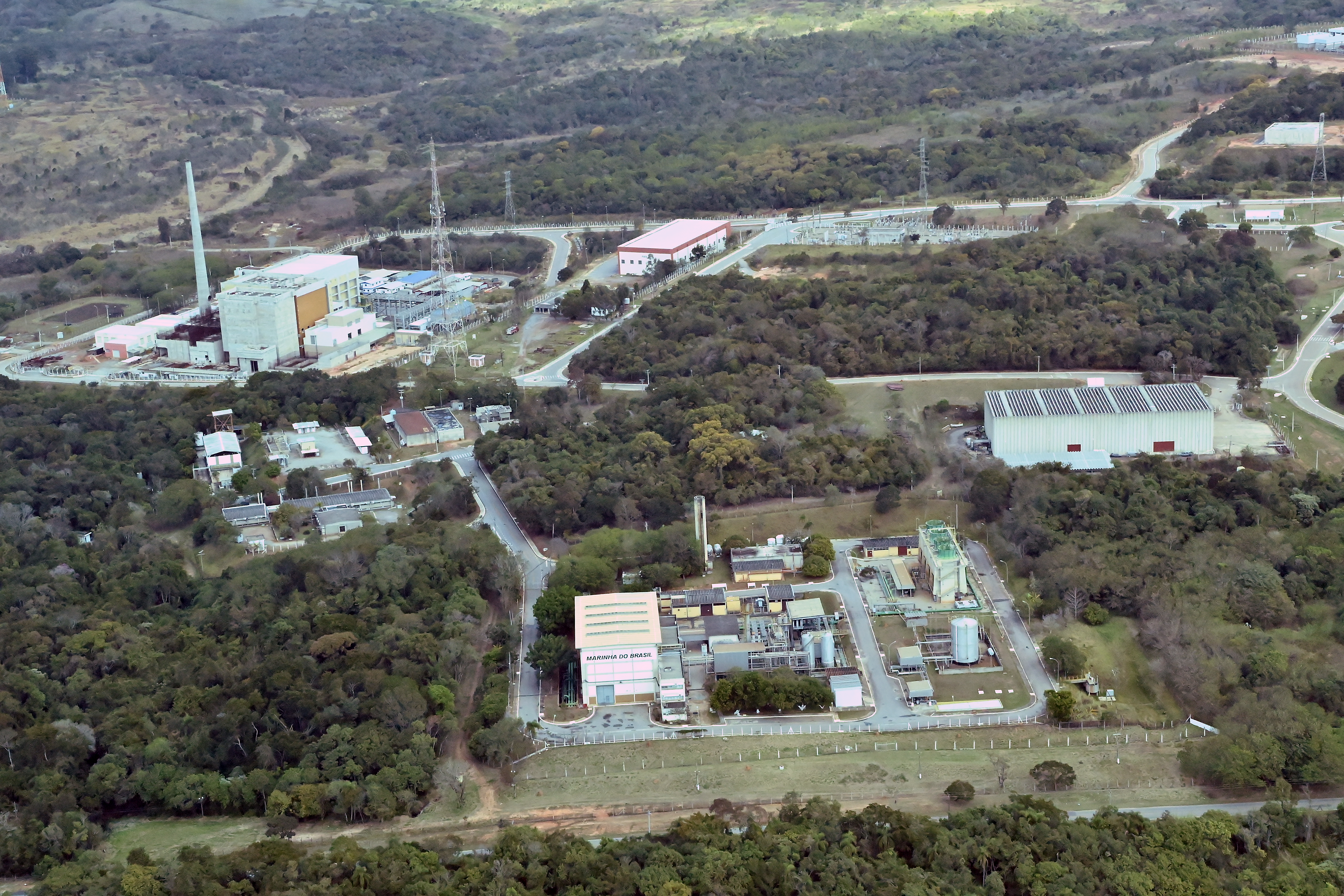
Centro Experimental Aramar (CEA), em Iperó, no interior de São Paulo

Em 1988, a Nuclebrás foi transformada em uma nova instituição, a Indústrias Nucleares do Brasil (INB), associada à estrutura da CNEN e responsável pela extração, processamento e tratamento industrial de urânio.
No mesmo ano, o Centro Experimental Aramar (CEA), foi inaugurado em Iperó, no interior de São Paulo. Sob a tutela da Marinha, o CEA continua sendo um dos principais centros nucleares do país, onde são conduzidas pesquisas sobre o desenvolvimento de um reator nuclear e atividades de enriquecimento de urânio em escala piloto.
A usina de Angra 1, que teve sua primeira reação nuclear em cadeia em 1982 e que entrou em funcionamento comercial em 1985, enfrentou diversos problemas. Entre 1982 e 1992, as operações em Angra foram interrompidas 16 vezes, por razões diferentes. A ineficiência da usina gerou um sentimento amplamente difundido de que o acordo nuclear com a Westinghouse havia sido uma decisão equivocada. Por suas constantes interrupções, a usina de Angra 1 recebeu no Brasil o apelido de “vagalume”.
No contexto da transição política pós-ditadura, uma nova constituição foi elaborada entre 1987-1988, e o programa nuclear brasileiro foi um foco de debates. O artigo aprovado pela Assembleia Constituinte determinou que "toda atividade nuclear em território nacional somente será admitida para fins pacíficos e mediante aprovação do Congresso Nacional."
Embora o atual discurso oficial apresente esse decreto como uma garantia unilateral de que o Brasil jamais irá desenvolver artefatos nucleares, à época da nova constituição o Brasil ainda defendia a legalidade das explosões nucleares pacíficas — e evidências de história oral indicam que aqueles que elaboraram a constituição buscaram adotar uma linguagem compatível com essas tecnologias. O Brasil apenas renunciaria às explosões nucleares em 1990, dois anos após a aprovação da constituição.
Fernando Collor de Mello, primeiro presidente eleito pelo voto popular desde 1964 e o primeiro a ser eleito após a instituição do sufrágio universal, renunciou oficialmente às explosões nucleares e conduziu uma cerimônia pública para lacrar os poços localizados na base aérea da Serra do Cachimbo, no Pará, em setembro de 1990.
Nesse mesmo ano, uma CPI foi estabelecida para investigar o programa nuclear autônomo dos militares. Entre as principais descobertas estão detalhes sobre comércio ilícito de material nuclear, bem como informações sobre operações financeiras ilegais que mantiveram o programa secreto. Em seu relatório final, a comissão de inquérito recomendou que o programa paralelo fosse dissolvido, sendo algumas de suas atividades integradas ao programa civil, sujeito a salvaguardas. Também recomendou o estabelecimento de mecanismos de responsabilização, para aumentar a segurança e a proteção do programa.
A crise econômica que prejudicara o desenvolvimento do projeto nuclear brasileiro nos anos 80 teve continuidade na década seguinte. Atividades nucleares foram reduzidas, o programa para o desenvolvimento de um submarino nuclear chegou a um impasse e planos para a construção de duas usinas nucleares adicionais foram colocados em espera. Somente em 1994 o governo brasileiro decidiu retomar a construção de Angra 2.

### 2001 – atualmente
Em 2001, mais de duas décadas após o início de sua construção, a usina nuclear de Angra 2 entrou em operação comercial. O programa nuclear foi revitalizado no Governo Lula. Em 2004 entrou em funcionamento a Fábrica de Combustível Nuclear de Resende (FCN), um centro da INB para o enriquecimento de urânio em escala comercial. No entanto, desentendimentos entre o Brasil e a AIEA sobre procedimentos de inspeção atrasaram o início do funcionamento completo. O Brasil relutava em conceder à AIEA acesso visual completo as suas centrífugas, as quais estavam cobertas por painéis de 2 metros de altura. As autoridades brasileiras argumentavam que uma tecnologia superior de centrifugação fora desenvolvida no país e que era necessário proteger esses segredos industriais. 
Após meses de impasse, o Brasil concordou em autorizar acesso visual – embora incompleto – às centrífugas e a outros equipamentos industriais, reduzindo o tamanho dos painéis que os cobriam. Conforme teria dito à época um membro do Ministério da Ciência e Tecnologia, o Brasil levantaria um pouco mais a saia e abaixaria o bustiê, mas o segredo continuaria. Restrições orçamentárias também atrasaram o início do enriquecimento industrial na FCN. Em 2006, o Ministro da Ciência e Tecnologia oficialmente inaugurou o complexo, localizado em Resende, Rio de Janeiro.
A primeira cascata de enriquecimento teve início em maio de 2006, no complexo de Resende. A segunda foi ativada em novembro de 2009 e, dois anos depois, uma terceira cascata entrou em funcionamento. Esses recursos permitem à INB enriquecer cerca de 10% de todo o urânio extraído no Brasil. O restante continua a ser enriquecido em outros países, principalmente na Europa. 

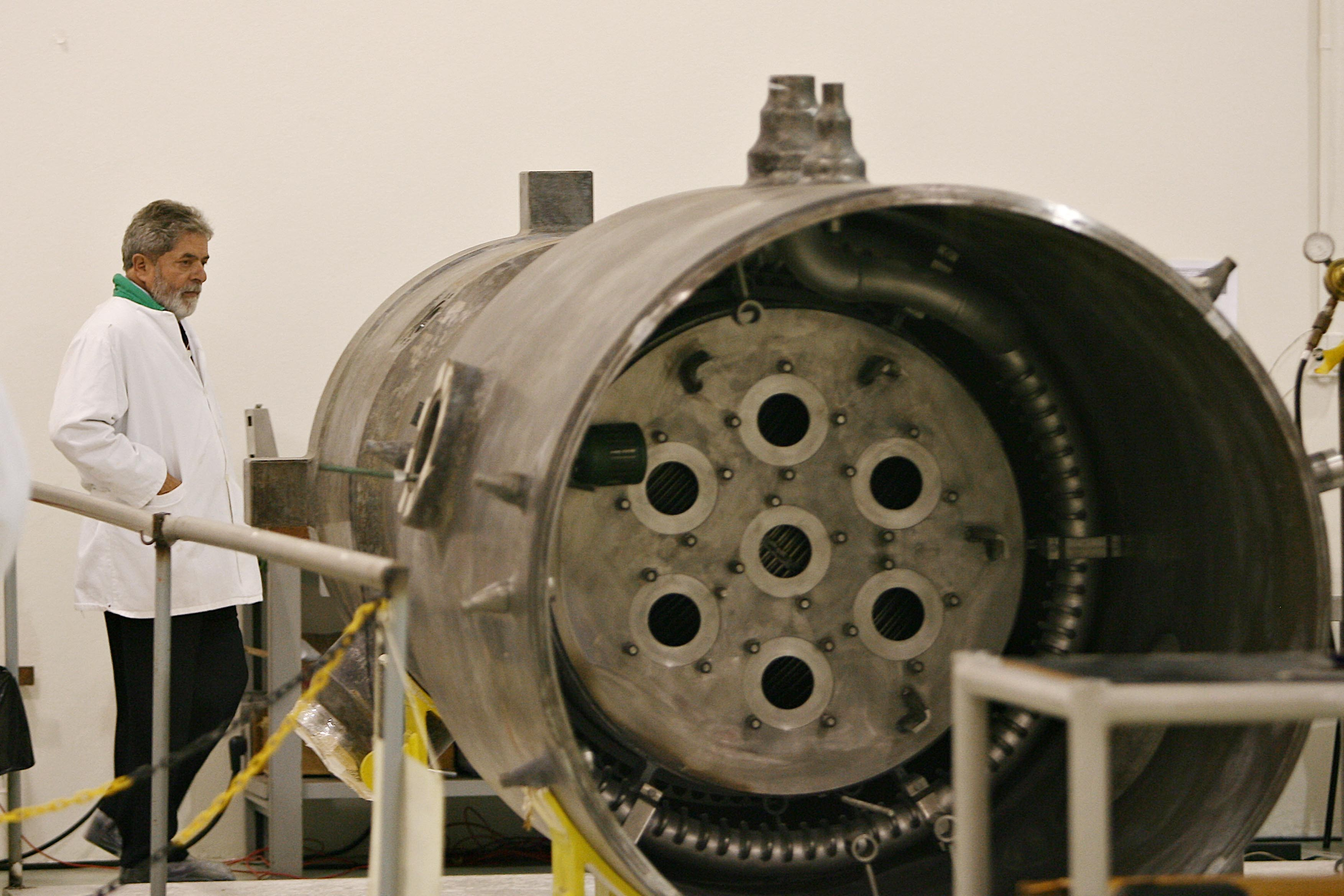
Presidente Lula visita o laboratório de geração nucleoelétrica (Labgene), onde geradores de vapor são usados. 2007

Em 2007, o Brasil anunciou o ambicioso Plano Nacional de Energia 2030 (PNE 2030), o qual afirma a necessidade de aumentar a produção de energia no Brasil e propõe que uma capacidade adicional de 5,345 megawatts (MW) de energia nuclear seja instalada até 2030. Para tornar isso possível, o plano apoia a conclusão de Angra 3 – cuja construção teve início em 2010 e segue em curso – e recomenda a construção de quatro usinas nucleares em todo o país.
Em 2011, a eletricidade gerada pelas usinas nucleares de Angra 1 e Angra 2 representaram 2,7% de toda a energia produzida no pais, cerca de 14 TWH. Embora Angra 3 permaneça em construção e deva entrar em funcionamento em 2018, a construção das quatro novas usinas nucleares previstas no PNE 2030 não foi iniciada. Na realidade, o PNE 2030 está sendo atualizado e deve ser substituído pelo PNE 2035 em 2013. Este deve levar em consideração a crescente participação de energias renováveis na matriz energética brasileira e as consequências do desastre nuclear ocorrido em 2011 em Fukushima, no Japão.
Atualmente, há apenas uma mina de urânio ativa no país, localizada na Lagoa Real, em Caetité, Bahia. A produção anual de urânio no Complexo de Caetité, que é operado pela INB, tem variado, sendo o recorde 400 toneladas concentrado de urânio em 2008. Há planos para o desenvolvimento de atividades mineradoras em Santa Quitéria, Ceará, onde o urânio é encontrado associado ao fosfato. Embora a INB tenha tomado medidas para o estabelecimento da nova mina, a licença ainda não foi concedida.
No final de 2008, o presidente Lula assinou um acordo com seu homólogo francês, Nicolas Sarkozy, que criou uma parceria entre os dois países em matéria de defesa. Além de vender 50 helicópteros EC-725 Super Cougar, a França concordou em trabalhar com o Brasil na construção de quatro submarinos convencionais e um de propulsão nuclear. O acordo de 12 bilhões de dólares , no entanto, exclui a cooperação para o desenvolvimento do reator nuclear para o submarino, que deve ser desenvolvido pela Marinha brasileira autonomamente. Espera-se que a construção do submarino nuclear tenha início em 2016, na Unidade de Fabricação de Estruturas Metálicas (UFEM) da Marinha, localizada em Itaguaí, Rio de Janeiro. A data estimada para a conclusão é 2023, e o submarino deve entrar em funcionamento em 2025.
O acordo entre o Brasil e a França se coaduna com a Estratégia Nacional de Defesa (END) publicada pelo Brasil também em 2008. A END afirma a ambição do Brasil de desenvolver e dominar a tecnologia nuclear e concluir o submarino de propulsão nuclear. O mais recente Livro Branco da Defesa Nacional, publicado em 2012, afirma que o submarino de propulsão nuclear contribuiria para a proteção de rotas comerciais, a manutenção da liberdade de navegação, a proteção de recursos naturais e promoveria o desenvolvimento tecnológico no país.
Em fevereiro de 2013, o governo brasileiro anunciou a criação de uma nova estatal, a Amazônia Azul Tecnologias de Defesa (Amazul), cujo objetivo é promover, desenvolver e manter a tecnologia necessária para o seguimento das atividades nucleares no Brasil, inclusive o reator nuclear para o planejado submarino.
Em maio de 2013, a Redetec, órgão administrativo brasileiro responsável pela gestão de recursos para inovação nuclear, contratou a empresa argentina INVAP para construir um reator multipropósito no Brasil. O reator deve entrar em funcionamento em 2018, no CEA.
O Brasil também realiza experiências na área da fusão nuclear, possuindo três tokamaks  (reatores experimentais para estudo do plasma de fusão). O INPE (Instituto Nacional de Pesquisas Espaciais) opera o ETE (Experimento Tokamak Esférico) projetado e construído no país.
A CNEN participa ativamente do Programa Nuclear Brasileiro, coordenando Grupos Técnicos do Comitê de Desenvolvimento do Programa Nuclear Brasileiro (CDPNB). Sua atuação, como órgão executivo do MCTIC da política nuclear, traduz-se em diversas coordenações com o Ministério das Minas e Energia (através de ações junto às Indústrias Nucleares do Brasil, principalmente), com o Ministério das Relações Exteriores (como no Comitê Permanente de Política Nuclear), além de ser o órgão de interlocução do Estado Brasileiro com a IAEA (Agência Internacional de Energia Atômica). As cooperações da CNEN com o Ministério da Defesa (especificamente com a Diretoria-Geral de Desenvolvimento Nuclear e Tecnológico da Marinha e com o Centro Tecnológico da Marinha em São Paulo) ocorrem sob o prisma do trabalho conjunto no programa nuclear para fins pacíficos, com previsão no TNP.

## Cooperação nuclear com a Argentina

### Conversas bilaterais iniciais
Brasil e Argentina estabeleceram diálogo em matéria nuclear ainda na década de 1940, quando ambos começaram a desenvolver seus respectivos programas autônomos. Em 1967, o presidente da CNEN, Uriel da Costa Ribeiro, participou da inauguração do Centro Atômico de Ezeiza, em Buenos Aires. No ano seguinte, o almirante Oscar Quihillalt, presidente da Comissão Nacional de Energia Atômica da Argentina (Comisión Nacional de Energía Atómica – CNEA) visitou todas as instalações nucleares do Brasil. Embora não houvesse progresso considerável em termos de cooperação, essas visitas recíprocas e diálogos mantiveram ambos os países informados sobre as atividades nucleares do outro. 
A interação bilateral foi possível porque, em muitos aspectos, Brasil e Argentina compartilhavam perspectivas comuns sobre o regime global de não proliferação como uma imposição das potências nucleares às custas dos países mais fracos. De fato, desde o início dos anos de 1960, as delegações de ambos os países na AIEA adotavam um acordo tácito, pelo qual elas revezariam o assento destinado ao país da América Latina cujo programa nuclear fosse mais avançado.
Em 1974, quando o controle internacional sobre a tecnologia nuclear se tornou mais rígido, a Argentina propôs um acordo de colaboração com o Brasil, buscando “intercâmbio de experiências”. Embora o CSN considerasse a ideia um desenvolvimento positivo, o presidente do Brasil à época, General Ernesto Geisel, condicionou qualquer cooperação nuclear à resolução da tensa disputa sobre o uso do Rio Paraná, na fronteira entre os dois países. Ainda na mesma década, quando o Brasil buscou alguma cooperação bilateral em matéria nuclear, a Argentina que hesitou, insistindo que a disputa sobre o rio fosse resolvida primeiro. A resolução do contencioso, em 1979, ensejou a cooperação nuclear bilateral que seria desenvolvida.
Brasil e Argentina assinaram o primeiro acordo de cooperação nuclear em 17 de maio de 1980, em Buenos Aires. Esse acordo estabelecia intercâmbios científicos, colaborações em pesquisa nuclear e o desenvolvimento da energia nuclear para fins pacíficos.
O posicionamento do Brasil e da Argentina no regime global de não proliferação era bastante similar. A partir da segunda metade da década de 1960, ambos os países entenderam que deveriam resistir conjuntamente às pressões externas sobre seus respectivos programas nucleares. Esse entendimento comum foi o principal estímulo à cooperação bilateral em matéria nuclear e contribuiu para diluir qualquer dinâmica de dilema de segurança entre os dois países.
Há evidências de que o conhecimento mútuo sobre as atividades nucleares de cada um era maior do que estimavam observadores externos, em parte devido à existência de vastas redes de cientistas e oficiais militares entre ambos os países.
Em 1983, a Argentina anunciou ter alcançado a capacidade de enriquecimento de urânio, por meio de difusão de gás, em sua usina de Pilcaniyeu, na província de Río Negro. Antes do anúncio público, a junta militar que governava o país havia enviado uma carta para o presidente João Figueiredo, informando-o confidencialmente da novidade, ao que Figueiredo respondeu com satisfação sobre o feito argentino.

### O acordo sobre inspeções mútuas
Uma primeira proposta sobre um sistema conjunto de salvaguardas entre o Brasil e a Argentina foi apresentada em 1977 pelo então deputado norte-americano Paul Findley, durante uma conferência de imprensa em Washington. A declaração foi logo seguida por um artigo de opinião intitulado "Chances para um Acordo Nuclear na América Latina”, escrito por Findley no The Washington Post.
Findley escreveu em caráter pessoal, e suas opiniões não foram endossadas por nenhum partido dos EUA, mas apresentaram uma alternativa para a abordagem do então presidente Jimmy Carter para a proliferação nuclear na América Latina. O artigo de Findley no Washington Post argumentava que “um acordo de inspeção nuclear, in loco, bilateral, entre o Brasil e a Argentina poderia conter a crescente suspeita sobre aspirações nucleares reais desses dois países importantes". O deputado defendeu a rejeição comum às explosões nucleares pacíficas, a qual deveria ser seguida de “monitoramento mutuo, contínuo e in loco de suas respectivas instalações nucleares." Findley não concebia um acordo bilateral como um substituto para o regime de inspeção da AIEA, mas como um “elemento adicional de proteção e garantia entre dois Estados cujas relações tem enfrentado momentos de tensão".
Embora a proposta de Findley parecesse ter sido bem acolhida na Argentina, não foi bem recebida pelo governo brasileiro. À época, o diplomata brasileiro Luiz Felipe Lampreia afirmou que o Brasil integrava estruturas multilaterais de salvaguardas, que, para ele, representavam o caminho correto para o aumento da segurança nuclear. Lampreia também argumentou que, como a proposta de Findley não era endossada pelo governo dos EUA, uma resposta formal não era necessária.
Nos anos seguintes, diplomatas brasileiros e argentinos intercambiaram opiniões sobre a renuncia às explosões nucleares pacíficas e o estabelecimento de um acordo nuclear bilateral. O diálogo teve início no final de 1983, entre Ramiro Saraiva Guerreiro e Dante Caputo, Ministros das Relações Exteriores do Brasil e da Argentina, respectivamente. Em seguida, os embaixadores Roberto Abdenur e Jorge F. Sábato foram encarregados de dar continuidade ao diálogo em 1984. 
Depois que a proposta foi examinada em detalhes por oficiais de alto escalão dos governos de ambos os países, os brasileiros decidiram que não poderiam assumir os compromissos previstos. Abdenur informou seu interlocutor sobre a falta de consenso dentro do Brasil, mas reiterou que a rejeição da proposta comum não deveria ser interpretada como uma ambição de conduzir explosões nucleares pacíficas.
Em maio de 1985, em Buenos Aires, Caputo se encontrou com Olavo Setúbal, o sucessor de Guerreiro. Parte de agenda de ambos consistia na possibilidade de negociação de um sistema de salvaguardas mútuas e na renúncia conjunta às explosões nucleares pacíficas. A Argentina aumentou a pressão e, seis meses depois, o presidente argentino Raúl Alfonsín encontrou seu homólogo José Sarney em Foz do Iguaçu, no Brasil. Nessa ocasião, Alfonsín propôs o estabelecimento de uma sistema conjunto de salvaguardas, ao qual Sarney respondeu com uma proposta mais branda de um grupo de trabalho bilateral para a discussão do tema. Alfonsín concordou e a Declaração Conjunta sobre Política Nuclear de Foz de Iguaçu foi assinada em 29 de novembro de 1985.
No ano seguinte, a cooperação entre ambos os países tornou-se mais intensa, como demonstra o surgimento de novos protocolos e declarações conjuntas. Com o intuito de aumentar a transparência e a confiança, além de “amarrar” o lado brasileiro, o presidente Alfonsín convidou o presidente Sarney a visitar a usina nuclear de Pilcaniyeu, que era considerada motivo de preocupação no Brasil. Depois da visita de 17 de julho de 1987, ambos os presidentes emitiram a Declaração Conjunta de Viedma sobre Política Nuclear, expressando a importância da construção da confiança mutua e reiterando a natureza pacífica das atividades nucleares em nos dois países.
Antes de anunciar publicamente que o Brasil havia alcançado a capacidade de enriquecer urânio, Sarney enviou o embaixador Rubens Ricupero a Buenos Aires para informar Alfonsín pessoalmente. Em abril de 1988, Sarney convidou Alfonsín a participar da inauguração do Centro Experimental de Aramar, em Iperó, São Paulo. Nessa ocasião, os dois países emitiram a Declaração de Iperó, que elevava o status do grupo de trabalho conjunto sobre temas nucleares, criado em 1985, para um comitê permanente, institucionalizando o antigo órgão ad-hoc e estabelecendo reuniões regulares.
Em novembro de 1988, após outra visita presidencial conjunta – desta vez para a usina nuclear de Ezeiza, em Buenos Aires – os dois chefes de Estados publicaram a Declaração de Ezeiza, na qual enfatizavam o objetivo pacifico dos programas nucleares de ambos os países, comprometiam-se a continuar a "intercambiar informações, experiências e visitas técnicas” e prometiam fortalecer a cooperação nuclear bilateral.
Sarney e Alfonsín foram sucedidos por Fernando Collor de Mello e Carlos Menem, respectivamente, e esses dois continuaram a cooperação bilateral. Em novembro de 1990, ambos se reuniram em Foz de Iguaçu, onde assinaram a Declaração de Política Nuclear Comum. O documento criou o Sistema Comum de Contabilidade e Controle – SCCC, que coordenaria inspeções recíprocas de instalações nucleares. A declaração também afirmava a disposição de ambos os países a iniciar negociações com a AIEA para o estabelecimento de salvaguardas nucleares e, posteriormente, aderir ao regime de proscrição das armas nucleares na América Latina e no Caribe, como disposto no Tratado de Tlatelolco.
Para coordenar a implementar o SCCC, os dois países criaram em 1991 a Agência Brasileiro-Argentina de Contabilidade e Controle de Materiais Nucleares (ABACC), estabelecida pelo Acordo Bilateral para Usos Exclusivamente Pacíficos da Energia Nuclear (Acordo de Guadalajara). A ABACC foi a primeira organização binacional estabelecida pela Argentina e pelo Brasil e continua sendo a única organização binacional para salvaguardas no mundo.
Em dezembro de 1991, foi assinado o Acordo Quadripartite entre Brasil, Argentina, a ABACC e a IAEA, o qual regulou as inspeções da AIEA no Brasil e na Argentina, reconhecendo o SCCC e afirmando a necessidade de evitar a sobreposição de tarefas entre a ABACC e a IAEA. O acordo entrou em vigor em 1994 e segue vigente desde então. 
Além da cooperação no âmbito da energia nuclear, Brasil e Argentina também adotavam medidas para promover a integração econômica, como demonstra o Tratado de Integração, Cooperação e Desenvolvimento, de 1988, e a Ata de Buenos Aires, de 1990. O Mercado Comum do Sul – conhecido como MERCOSUR / MERCOSUL – entre Brasil, Argentina, Paraguai e Uruguai seria criado em 1991 com a assinatura do Tratado de Assunção.

### Acontecimentos recentes
Em 22 de fevereiro de 2008, Brasil e Argentina anunciaram a intenção de construir uma fábrica binacional de combustível nuclear. Um grupo de trabalho bilateral foi então estabelecido para discutir o projeto, mas não houve progresso. Uma correspondência diplomática vazada dos EUA, datada do dia 24 de dezembro de 2009, menciona preocupações argentinas sobre as ambições nucleares do Brasil. A mensagem afirmava que o Ministério das Relações Exteriores da Argentina estaria considerando qual deveria ser a reação do país caso o Brasil abandonasse a ABACC ou desenvolvesse um artefato nuclear. De acordo com o documento, uma das respostas que a Argentina estaria considerando seria desenvolver e implementar tecnologia nuclear pacífica mais avançada, como um navio quebra-gelo movido a energia nuclear, para demonstrar capacidade. A ABACC não emitiu nenhum comentário, mas um de seus oficiais brasileiros afirmou que a informação contida na correspondência vazada era contrária à experiência dos dois países, a qual se caracterizava por confiança mutua.
Em 2011, a ABACC completou 20 anos e organizou um seminário de aniversário, no Rio de Janeiro. 
Em maio de 2013, como parte dos acordos de 2008, a Redetec, órgão administrativo brasileiro responsável pela gestão de recursos para a inovação nuclear, contratou a empresa argentina INVAP para a construção de um reator nuclear multipropósito no Brasil. Espera-se que o reator brasileiro siga o modelo do reator OPAL (Open-pool Australian lightwater reactor), desenvolvido pela INVAP para a Austrália. O OPAL é usado em pesquisa produção de radioisótopos usados na medicina nuclear, indústria, agricultura e meio ambiente. 
O período estabelecido para a conclusão é de 12 meses, e a quantia paga pela CNEN foi de R$ 24,7 milhões (US$12,02 milhões). O reator multipropósito permanecerá no Centro Tecnológico da Marinha em São Paulo (CTMSP), onde a infra-estrutura necessária será construída pela empresa brasileira Intertechne. Considerando-se a complexidade do projeto de construção e todos os requisitos necessários de segurança, espera-se que o reator entre em funcionamento em 2018. O custo total do projeto é estimado em 500 milhões de dólares.

## O Brasil e o regime de não proliferação nuclear

### Oposição ao Tratado de Não Proliferação de Armas Nucleares (TNP)
Embora o Brasil tenha participado ativamente das negociações internacionais que levaram ao estabelecimento do TNP, o país se absteve na votação da resolução que criou o tratado. O Brasil não estava satisfeito com a versão final do texto, acreditando que esta inibiria o progresso científico e tecnológico dos países emergentes e consolidaria os países nuclearmente armados como uma minoria privilegiada no sistema internacional. O Brasil se recusou a assinar o TNP por décadas, conduzindo atividades nucleares que ou eram regidas por acordos de salvaguarda ad hoc (ex., o acordo trilateral de 1975 entre Brasil, AIEA e Alemanha Ocidental)  ou não enfrentavam nenhuma restrição, como o programa “autônomo” ou “paralelo”. Durante os meses finais da presidência de Gerald Ford nos EUA, houve negociações entre o então Sub-Secretário de Estado Charles W. Robinson e o presidente Geisel, nas quais os EUA propuseram que o Brasil abandonasse a parte mais sensível do acordo nuclear com Bonn em troca de um pacote substancial de auxílio econômico e assistência nuclear de Washington. Os dois países chegaram a um acordo informal, que motivaria futuras negociações confidenciais. 
A decisão de Geisel foi pragmática, pois o Brasil começava a viver uma crise econômica. Além disso, a implementação do acordo nuclear com Bonn enfrentava algumas dificuldades técnicas, e havia a possibilidade de que a Alemanha Ocidental excluísse certos elementos do tratado de acordo com as exigências dos EUA. No entanto, Geisel solicitou que Robinson mantivesse o acordo em sigilo, de modo a evitar críticas internas da “linha dura” dos militares e do público brasileiro, que apoiava a "independência nuclear nacional." 
Na eleição presidencial de novembro de 1976, Gerald Ford foi derrotado pelo opositor Jimmy Carter, que adotaria uma abordagem diferente sobre cooperação nuclear. Antes da posse de Carter, em janeiro de 1977, o governo Geisel afirmou em reuniões com a equipe de transição de Carter que o Brasil estava disposto a abrir mão de tecnologias nucleares sensíveis. Representantes dos EUA sabiam que um aspecto essencial para que o Brasil aceitasse um adiamento por tempo indefinido de aspectos sensíveis do projeto nuclear era “convencer o Brasil da durabilidade de seu fornecimento de combustível".
No entanto, gerou problemas um comentário não oficial de Joseph Nye, à época Sub-Secretário de Estado para assuntos nucleares, reproduzido em um artigo de jornal. Nye havia afirmado que o Brasil e a Alemanha Ocidental abririam mão da transferência de tecnologias sensíveis, como usinas de enriquecimento de reprocessamento, em troca da garantia do fornecimento de combustível nuclear para o Brasil. A “linha dura” do regime militar brasileiro se opôs a esses termos veementemente, o que levou o governo a rejeitar a proposta dos EUA e endurecer sua postura contrária ao TNP.
Após o fim do regime militar em 1985, uma nova constituição foi aprovada em 1988, a qual permanece vigente nos dias de hoje. O documento afirma que “toda atividade nuclear em território nacional somente será admitida para fins pacíficos e mediante aprovação do Congresso Nacional". A comunidade internacional não concebeu a linguagem usada como uma garantia, pois poderia permitir um endosso das explosões nucleares pacíficas.
Eleito presidente pelo voto popular em 1989, Fernando Collor afirmou sua oposição às armas nucleares e rejeitou a hipótese de o Brasil em algum momento conduzir explosões nucleares pacíficas. Em uma repreensão publica às atividades nucleares dos militares, Collor organizou uma cerimônia em setembro de 1990 para tapar os poço para testes de explosivos nucleares na base aérea da Serra do Cachimbo, no Pará.
No início da década de 1990, o programa “autônomo” / “paralelo” foi dissolvido, sendo alguns de seus projetos e instalações integradas ao programa salvaguardado. Apesar de a CPI estabelecida em 1990 ter descoberto algumas atividades nucleares clandestinas que haviam sido conduzidas, o governo não publicou um relatório oficial sobre todas as instalações, materiais e atividades envolvidas no programa secreto. 
Embora Collor estivesse aberto à cooperação internacional e favorecesse a integração do Brasil a várias instituições multilaterais, não havia indícios de que ele pretendia assinar o TNP. De fato, o Brasil apenas iria aderir ao regime de não proliferação nuclear em 1998, seis anos após Collor deixar a presidência.

### Adesão crítica ao regime nuclear internacional
A colaboração entre Brasil e Argentina adquiriu contornos multilaterais com o Acordo Quadripartite de 1991, com a AIEA e a ABACC. O acordo entrou em vigor em 1994, mesmo ano em que o Brasil aderiu totalmente ao Tratado de Tlatelolco, um acordo que proibiu armas nucleares na América Latina e no Caribe.
No ano seguinte, o Brasil participou da Conferência de Revisão do TNP com status de observador. Naquela ocasião, a maioria das partes que votavam decidiu estender o tratado indefinidamente. Também em 1995, o presidente Fernando Henrique Cardoso anunciou a adesão do Brasil ao Regime de Controle da Tecnologia de Mísseis (MTCR). Com isso, o país iria se abster de produzir, adquirir ou transferir mísseis de longo alcance.
Em 1996, com o apoio dos EUA, o Brasil foi aceito como membro do Grupo de Fornecedores Nucleares (em inglês, NSG), após ajustar sua legislação interna sobre o uso de equipamentos de tecnologia dual aos padrões requeridos pelo grupo. Para Luiz Felipe Lampreia, à época Ministro das Relações Exteriores do Brasil, a participação como membro no NSG foi um passo crucial no gradual processo de reaproximação com a comunidade internacional, em função das aspirações do Brasil a um papel mais significativo no comércio nuclear internacional. Pouco depois de se tornar membro do NSG, o Brasil assinou o Tratado para a Proibição Completa de Testes Nucleares (em inglês, CTBT) em 24 de setembro de 1996, tendo depositado o instrumento de ratificação em julho de 1998.
O Brasil finalmente aderiu ao TNP em 1998 e depositou o instrumento de adesão ao tratado em 18 de setembro daquele ano, durante uma cerimônia no Departamento de Estado dos EUA. Na ocasião, a então Secretária de Estado dos EUA Madeleine Albright elogiou o Brasil e seu representante, o Ministro Lampreia, por sua decisão de aderir ao TNP. Como Lampreia afirmaria, um dos motivos do Brasil para aderir ao TNP foi a crença de que isso ampliaria a credibilidade internacional do país. Além disso, a Argentina já havia aderido ao regime em 1995, e praticamente todos os países do mundo já eram partes no Tratado. Desse modo, o Brasil não quis permanecer isolado.
No entanto, o decreto legislativo que formalizou a adesão do Brasil ao TNP a associou ao entendimento de que o Artigo VI do Tratado – que determina negociações de boa fé para encerrar a corrida armamentista nuclear e alcançar o desarmamento nuclear completo, por meio de um tratado vinculante e controle internacional rígido e efetivo  – seria alcançado. Embora o Brasil tenha decidido aderir ao regime, continuou a criticar a lentidão do desarmamento e exigiu equilíbrio entre a obrigação de não proliferação e a obrigação associada ao desarmamento. O Brasil tem participado da Coalizão da Nova Agenda (CNA) - grupo composto por sete países que se preocupam com a falta de progresso no âmbito do desarmamento nuclear – desde o surgimento da coalizão, em 1998. Considerando a si mesmo como "o país mais ativo em defesa da causa do desarmamento nuclear", o Brasil afirmou na sua Estratégia de Defesa Nacional de 2008 que “não aderirá a acréscimos ao Tratado de Não Proliferação de Armas Nucleares destinados a ampliar as restrições do Tratado sem que as potências nucleares tenham avançado na premissa central do Tratado: seu próprio desarmamento nuclear."  Nesse sentido, o Brasil se recusa a assinar o Protocolo Adicional (AP), um instrumento legal voluntário que amplia o escopo de acordos de salvaguardas e confere à AIEA mais direitos de acesso às instalações.
A atitude do Brasil em relação à ordem nuclear é marcada por sua forte defesa do direito de qualquer signatário do TNP de desenvolver a tecnologia nuclear para fins pacíficos, como ficou demonstrado em 2010 no contexto da Declaração de Teerã, entre Brasil, Turquia e Irã.

### Salvaguardas
As salvaguardas em vigor no Brasil são supervisionadas pela ABACC e pela AIEA, de acordo com as disposições do Acordo Quadripartite de 1991. Há 25 instalações no Brasil sujeitas ao regime de salvaguardas da ABACC e da AIEA. Como medida de verificação do material nuclear declarado do Brasil e das atividades relacionadas à energia nuclear, a ABACC e a AIEA conduzem diferentes tipos de inspeções – incluindo verificação de inventário físico, sem aviso prévio ou a curto prazo –, além de avaliações e monitoramento contínuos.
Houve tensões entre a ABACC e a AIEA em 2004, quando o Brasil se recusou a autorizar o acesso visual dos inspetores da AIEA aos equipamentos das instalações de Resende, argumentando que o país deveria proteger seus segredos comerciais. Após meses de impasse, autoridades brasileiras declaradamente concordaram em autorizar maior – embora incompleto – acesso visual às centrífugas e a outros equipamentos industriais.
Outra fonte de conflito tem sido a recusa do Brasil em assinar o Protocolo Adicional, um instrumento legal voluntário que amplia o escopo de acordos de salvaguardas e confere à AIEA mais direitos de acesso às instalações. A despeito de pressões da AIEA e de alguns países nuclearmente armados que consideram o Protocolo Adicional um instrumento fundamental do regime de verificação, o Brasil tem se oposto com veemência ao Protocolo.
Nos últimos anos, houve debates no âmbito do NSG sobre o estabelecimento do Protocolo Adicional como em requerimento para a exportação de itens relacionados a atividades sensíveis do ciclo do combustível nuclear. Em 2011, os membros do NSG chegaram a um acordo sobre o tema, reconhecendo o Acordo Quadripartite entre Brasil, Argentina, ABACC e a AIEA como uma alternativa temporária ao Protocolo Adicional.

### Uma bomba brasileira?
Enquanto o Brasil conduzia suas atividades nucleares fora do regime de não proliferação nuclear, muitos na comunidade internacional duvidavam de sua alegada intenção pacífica. Além da recusa do país em assinar o TNP, o fato de o Brasil ser governado por um regime militar autoritário alimentava a suspeita de que Brasília almejaria desenvolver uma bomba atômica. Essa opinião foi manifestada abertamente e implicitamente por diferentes países, assim como pelo movimento internacional antinuclear. O mais veemente dos céticos eram os EUA, sendo que países como França, Canadá, Reino Unido e União Soviética também manifestaram dúvidas sobre o Brasil.
Internamente, a falta de transparência do governo brasileiro e a pouca informação disponível sobre o programa nuclear também levaram algumas pessoas a acreditar que o governo militar buscava um artefato nuclear. Ambientalistas, pacifistas e membros da oposição política expressaram sua condenação a essa ideia.
A suspeita tornou-se mais intensa na segunda metade da década de 1980. Conforme reportagens da mídia nacional revelavam aspectos secretos do programa nuclear, rumores sobre um possível teste nuclear brasileiro emergiram. Um dos principais jornais do Brasil, a Folha de S.Paulo, publicou em abril de 1985 uma entrevista com um militar aposentado que afirmou que o governo planejava desenvolver um artefato nuclear e explodi-lo em 1990. Durante esse mesmo período, jornais internacionais denunciaram atividades nucleares secretas no Brasil, o que reacendeu o questionamento externo sobre o programa nuclear do país.
Na década de 1990, o Brasil criou a comissão bilateral ABACC com a Argentina, assinou o Acordo Quadripartite com a AIEA, aderiu ao TNP e reafirmou o caráter pacífico das ambições nucleares do país em diversas ocasiões.
O governo Lula (2003–2011) ressuscitou o dormente programa nuclear brasileiro, fez novos investimentos para alcançar a capacidade de enriquecimento de urânio em escala industrial e reviveu o projeto de um submarino de propulsão nuclear.
Apesar das repetidas menções oficiais ao caráter pacífico do programa nuclear, em 2003, o Ministro da Ciência de Tecnologia Roberto Amaral faz uma declaração polêmica. Em uma entrevista para o popular jornal O Globo, Amaral afirmou que o Brasil deveria buscar obter todo o conhecimento e know-how nuclear; quando indagado se sua descrição incluía o conhecimento para a produção de um artefato nuclear, respondeu positivamente. Depois que a declaração foi difundida na mídia nacional e internacional, Amaral a refutou e disse se tratar de um mal entendido.
Um ano depois, o Brasil negou aos inspetores da AIEA acesso visual total às centrífugas da usina de enriquecimento de Resende, o que gerou meses de desentendimentos entre o país e a AIEA. As duas partes finalmente chegaram a um acordo, de modo que o Brasil aceitou reduzir o tamanho dos painéis cobrindo a maquinaria. No entanto, a relutância do Brasil a essas medidas de inspeção e a permanente recusa em assinar o Protocolo Adicional têm sido interpretadas por alguns como uma tentativa de esconder atividades não declaradas.
Em 2008 o Brasil publicou sua Estratégia Nacional de Defesa, a qual reafirmava a intenção do país de dominar a tecnologia nuclear e desenvolver um submarino de propulsão nuclear. Nesse ano, o Brasil estabeleceu um acordo de cooperação com a França para a construção do submarino. Embora ambos os países tenham se comprometido a colaborar no âmbito do projeto, o reator nuclear para o submarino está excluído do contrato e deve ser construído pela marinha brasileira autonomamente.
Na atualidade, como um Estado não nuclearmente armado parte do TNP, normas internacionais garantem ao Brasil o direito de fabricar um reator naval e produzir urânio altamente enriquecido para abastecê-lo. Embora isso ainda não tenha acontecido, a possibilidade de o Brasil enriquecer urânio a um nível acima do limiar de 20 por cento e usá-lo em uma instalação militar tem motivado preocupações recorrentes sobre as intenções nucleares do país.
Em 2009, o então vice-presidente José Alencar (2003–11) fez declarações controversas, dizendo à imprensa que o Brasil deveria ter armas nucleares para defender a si mesmo. De acordo com Alencar, armas nucleares seriam úteis como um meio de dissuasão, particularmente para um país vasto e com grandes riquezas naturais como o Brasil. Além disso, Alencar associava a posse de uma bomba atômica a uma maior relevância internacional, afirmando que um país pobre como o Paquistão tinha sua voz ouvida em questões internacionais devido a seu arsenal nuclear. Assim que essas observações foram amplamente reproduzidas, Brasília afirmou que Alencar havia expressado suas opiniões pessoais, que não refletiam a posição oficial do Brasil. No mesmo ano, uma correspondência diplomática vazada dos EUA revelou preocupações argentinas sobre as ambições nucleares do Brasil. Pelo documento, o Ministério das Relações Exteriores da Argentina estaria considerando qual deveria ser a reação do país caso o Brasil abandonasse a ABACC ou desenvolvesse uma arma nuclear. De acordo com o documento, uma das respostas que a Argentina estaria considerando seria desenvolver e implementar tecnologia nuclear pacífica mais avançada, como um navio quebra-gelo movido a energia nuclear, para demonstrar capacidade. A ABACC não emitiu nenhum comentário, mas um de seus oficiais brasileiros afirmou que a informação contida na correspondência vazada era contrária à experiência dos dois países, a qual se caracterizava por confiança mutua.
Especialistas internacionais também opinaram sobre as controvérsias associadas ao programa nuclear brasileiro. Hans Rühle, um ex-oficial do Ministério da Defesa da Alemanha que também trabalhou com a Organização do Tratado do Atlântico Norte (OTAN), escreveu um artigo em 2010 afirmando que o Brasil poderia estar no caminho para a obtenção da bomba atômica. Seu argumento estava baseado no projeto do submarino, que deve envolver a produção de urânio altamente enriquecimento, e no fato de que o Brasil busca desenvolver a capacidade para conduzir todas as fases do ciclo nuclear autonomamente. Embora Rühle afirme que não há provas concretas sobre um programa para desenvolver armas nucleares no Brasil, sugere que as relações do país com o Irã e a defesa do programa nuclear iraniano deveriam ser vistas como uma pista do caminho que o Brasil pretende trilhar. Comentando o artigo de Rühle, os acadêmicos argentinos Federico Merke e Florencia Montal afirmaram que o Brasil poderia desenvolver a capacidade para produzir uma bomba, mas que não parecia ter a intenção de fazê-lo.
O mais recente Livro Branco de Defesa Nacional, divulgado em 2012 e publicado pelo Ministério da Defesa, reafirma que a América Latina é uma Zona Livre de Armas Nucleares e que o Brasil defende o desarmamento nuclear. O livro branco também afirma que o submarino de propulsão nuclear contribuiria para a proteção de rotas comerciais, a manutenção da livre navegação, a proteção de recursos naturais e a promoção do desenvolvimento tecnológico no país. O livro branco, juntamente com diversas explicações oficiais, não conteve as suspeitas nacionais e internacionais sobre as intenções nucleares do país. Por exemplo, a edição argentina do Le Monde Diplomatique publicou um artigo em sua versão em espanhol em fevereiro de 2013 intitulado “Brasil, ¿detrás de la bomba atómica?” (Brasil: atrás da bomba atômica?). A despeito de outras expressões similares de ceticismo, as evidências sobre um programa de desenvolvimento de armas nucleares no Brasil permanecem inconclusivas.

## Principais controvérsias

### Críticas norte-americanas na década de 1970
Em resposta ao teste nuclear conduzido pela Índia em 18 de maio de 1974, os Estados Unidos adotaram medidas mais restritivas com relação à transferência de combustível nuclear e tecnologias relacionadas a diferentes países, incluindo o Brasil. Além de suspender contratos da USAEC de fornecimento de urânio, autoridades dos EUA pressionaram a agência de fornecimento da Comunidade Europeia da Energia Atómica (Euratom) a suspender todas as transferências de materiais nucleares especiais para o Brasil. Da mesma forma, os EUA pressionaram a Alemanha Ocidental para remover a tecnologia de ultracentrifugação do acordo com o Brasil e tentaram elaborar um acordo complementar de salvaguardas com a AIEA.
Durante a campanha presidencial de 1976, Jimmy Carter havia criticado severamente tanto o acordo entre o Brasil e a Alemanha Ocidental quanto o modo como o governo de Gerald Ford havia lidado com o tema. Na visão de Carter, era necessário um posicionamento mais assertivo em relação à não proliferação.
Após tomar posse em janeiro de 1977, Carter enviou seu vice-presidente, Walter Mondale, para a Alemanha Ocidental para sua primeira visita oficial. Em Bonn, Mondale reuniu-se com o presidente Helmut Schmidt para discutir os esforços do governo Carter para a prevenção da proliferação nuclear. Mondale sugeriu a Schmidt que o acordo entre a Alemanha Ocidental e o Brasil fosse suspenso temporariamente e revisado. Embora Schmidt não a tenha aceitado integralmente, a proposta de Mondale foi mal recebida no Brasil e gerou tensões no relacionamento bilateral entre os EUA e o Brasil.
Em junho de 1977, a primeira dama dos EUA, Rosalynn Carter, visitou o Brasil e reuniu-se com o presidente Geisel e seu chanceler, Azeredo da Silveira, em Brasília. A Sra. Carter foi acompanhada por Robert Pastor, Assessor de Segurança Nacional dos EUA para a América Latina, e por Joseph Nye, Sub-Secretário de Estado para temas nucleares. Embora a Sra. Carter e Geisel tenham discutido sobre não proliferação e o Tratado de Tlateloco, nenhum acordo significativo sobre política nuclear foi estabelecido durante a visita.
No ano seguinte, o presidente Carter tornou lei o Ato de Não Proliferação Nuclear (Nuclear Non-Proliferation Act), reduzindo a produção dos EUA de plutônio e ampliando as restrições sobre exportações de combustível nuclear. Consequentemente, o Brasil teve que adotar medidas de salvaguardas abrangentes em todas as suas instalações nucleares para poder receber dos EUA a primeira entrega de combustível nuclear de reposição para a usina nuclear de Angra 1.
As restrições impostas por atores externos geraram atrasos consideráveis na construção de usinas nucleares e representaram altos custos políticos e tecnológicos para o governo brasileiro. Nesse contexto, em 1978 o Brasil decidiu conduzir atividades nuclear secretas — essencialmente, dando início ao programa nuclear “autônomo” / “paralelo”.

### Problemas relacionados com mineração, estocagem e transporte de material radioativo

#### Minas Gerais
A Unidade de Tratamento de Minério (UTM) na área rural de Caldas, em Minas Gerais (MG), esteve ativa entre 1982 e 1995. Durante esse período, 1 200 toneladas de yellowcake foram produzidas para fornecer combustível para Angra 1.
Desde a sua desativação, o poço da mina de Caldas, que tem cerca de 180 metros de profundidade e possui um diâmetro de cerca de 1 200 metros, tornou-se um lago gigante de água ácida. Além disso, resíduos radioativos permanecem na unidade – aproximadamente 11 000 toneladas de torta 2, uma combinação de urânio concentrado e tório, e milhares de toneladas de mesotório, fazendo de Caldas o maior depósito de lixo radioativo do país. Moradores locais e políticos tem expressado preocupações com o impacto do lixo radioativo e da água ácida sobre a saúde e o meio ambiente. Até o momento, não há tecnologia disponível para neutralizar a água e mitigar os riscos para a saúde e o meio ambiente. Também tem havido reclamações sobre incidências de câncer, sendo que a quantidade de pessoas afetadas é maior que a média de Minas Gerais. Da mesma forma, um estudo recente indica que há um número excessivo de mortes relacionadas ao câncer na parte do estado onde ocorre extração de urânio.
A precariedade das instalações de armazenamento gerou uma decisão judicial em 2011 que multou a INB, obrigou-a a cuidar dos resíduos de mineração e determinou que a empresa deve fornecer analises regulares do nível de radiação do solo, animais, plantas, lençóis freáticos e rios de passam pela cidade.
Em 2000, 15 anos após o fim das atividades de mineração de urânio em Caldas, resíduos radioativos de torta 2 e mesotório de usinadas desativadas em São Paulo seriam transportadas para Caldas, onde seriam armazenados. Em meio à mobilização popular contrária, o então governador de Minas Gerais Itamar Franco emitiu um decreto proibindo a transferência de lixo radioativo de outros estados para Minas. O material radioativo permanece armazenado em São Paulo.

#### Bahia
A Unidade de Concentrado de Urânio (URA), única mina em atividade no Brasil, encontra-se em Caetité, na Bahia, e possui uma estimativa de 100 000 toneladas de reservas de urânio. Essa quantidade poderia suprir as usinas atualmente em operação em Angra e outras quatro já planejadas até o fim do ciclo de vida destas. Desde 1998, quando as atividades de mineração tiveram início em Caetité, a produção anual de urânio na URA tem variado; sendo que o pico foi em 2008, quando 400 toneladas de urânio concentrado foram produzidas.
A mineração em Caetité tem gerado sérios impactos ambientais, incluindo a contaminação da água em regiões próximas. Um estudo independente encomendado pela ONG internacional Greenpeace demonstrou que a concentração de urânio em alguns poços localizados a 8 km de distância da mina de urânio, no distrito de Juazeiro, na Bahia, era sete vezes mais elevada do que o limite estabelecido pela Organização Mundial de Saúde (OMS).
Em abril de 2010, o Instituto de Gestão das Águas e Clima (INGA), a agência responsável pela gestão da água e do clima no governo da Bahia, recomendou o fechamento da fonte que servia Juazeiro, em função do alto nível de urânio. Alguns meses depois, uma missão técnica conduzida pela Dhesca Brasil, uma rede de organizações de direitos humanos, observou que a fonte permanece em uso e que os residentes não haviam sido informados a respeito dos riscos do consumo de sua água.
Em maio de 2011, depois de descobrir que 13 caminhões carregados de material radioativo estavam prestes a deixar São Paulo com destino a Caetité, moradores locais e ativistas demandaram explicações oficiais e pediram para que medidas de segurança fossem tomadas. Em uma carta para as autoridades locais, os reclamantes indagaram sobre a natureza do material transportado e porque se destinava a Caetité, riscos potenciais associados ao transporte e se a permissão necessária havia sido fornecida. Não obtendo resposta, a população organizou uma vigília de milhares de pessoas. Mais de 3 000 manifestantes fizeram uma corrente humana e impediram que os 13 caminhões chegassem à cidade. A INB publicou uma nota em sua página afirmando que o carregamento continha compostos químicos de urânio, oriundos Centro Tecnológico da Marinha em São Paulo (CTMSP), e que se destinavam a Caetité para serem re-embalados. A mensagem também revelou que o destino final do carregamento seria a Europa, para fins de enriquecimento. Após quatro dias de impasse, as partes chegaram a um acordo e o material seguiu para a URA em Caetité.

#### Ceará
Outro complexo de mineração de urânio, conhecido como Itataia, está sendo estabelecido em Santa Quitéria, no Ceará. Acredita-se que Itataia seja a maior reserva de urânio do Brasil, contendo 79 319 toneladas do mineral. Nos primeiros anos de extração, espera-se uma capacidade de produção anual de 1 200 toneladas, mas as projeções estimam que a partir do quinto ano a produção deve alcançar 1 600 toneladas por ano.
Em 2008, autoridades afirmaram que as atividades mineradoras em Itataia teriam início em 2013. A primeira desse tipo, haveria uma parceria entre a estatal INB e a Galvani, uma empresa privada brasileira. Esta estaria encarregada das atividades de mineração, extração de fosfato para a produção de fertilizante e sua separação do urânio, que a Galvani forneceria à INB. No entanto, como autoridades federais demandaram mais estudos sobre os impactos ambientais, as atividades tem sido atrasadas.

#### Goiás
O restante do lixo radioativo do acidente radiológico de 1987 em Goiânia, Goiás, foi rapidamente transferido para Abadia de Goiás, uma cidade próxima, gerando resistência dos moradores locais em função dos riscos associados ao material nuclear. Há casos de pessoas de cidades vizinhas que evitam os cidadãos de Abadia, temendo contaminação radioativa.
Após uma década de armazenamento provisório, o material removido para um depósito permanente construído no Parque Estadual Telma Ortegal, que possui uma área de 1,6 milhões de m². A estrutura do depósito foi desenvolvida para durar 300 anos e suportar eventuais desastres.

#### São Paulo
Atualmente, há cerca de 1 150 toneladas de resíduos radioativos – principalmente urânio e tório – armazenadas junto com 80 toneladas de areia mineral pesada em Interlagos, um bairro movimentado na cidade de São Paulo. Esse material é uma reminiscência das usinas monazíticas de Santo Amaro (USAN) e Interlagos (USIN), desativadas na década de 1990. 
Em 2000, o restante do lixo radioativo deveria ter sido removido para a unidade de mineração de Caldas (MG), onde os resíduos da USAN e da USIN eram tradicionalmente dispostos. No entanto, a mobilização popular levou o então governador de Minas Gerais Itamar Franco a emitir um decreto proibindo a transferência de lixo radioativo para o estado. Tendo em vista essa restrição, os resíduos permaneceram em São Paulo. 
O local de armazenamento em Interlagos tem sido criticado por sua precária sinalização e protocolos de segurança. Há avisos indicando radiação na área, mas são pequenos e alguns estão cobertos pela grama. De acordo com Fernanda Giannasi, auditora pública do Ministério do Trabalho, há buracos na cerca que circunda o edifício, o que significa que pessoas podem entrar no local. Giannasi também observou os riscos enfrentados por empregados no local de armazenamento. Há também reclamações quanto à falta de instruções para os moradores da região sobre medidas a serem tomadas em caso de acidente radiológico.
Quando a USIN foi construída, a população dos arredores era menor, e a presença humana na região ainda deve aumentar: o Santuário Nossa Senhora Mãe de Deus - Theotókos, uma grande igreja cuja atual capacidade para 20 000 fiéis irá aumentar para 100 000 após a conclusão de sua construção, foi construída a apenas 300 metros de distância do local de depósito do lixo radioativo.
A companhia encarregada da produção de urânio em São Paulo era a antiga Nuclemon Mínero-Química, que foi adquirida pela INB. Em 2007, o Tribunal de Justiça do Trabalho do Brasil determinou que a INB providenciasse seguro de saúde gratuito e vitalício para os antigos trabalhadores da Nuclemon. Essa determinação foi o resultado de um longo processo judicial, que asseverou que ao longo das décadas de 1980 e 1990 os trabalhadores da Nuclemon não foram devidamente informados sobre os riscos que enfrentavam e estavam constantemente expostos a substâncias radioativas e tóxicas.
Um relatório de um grupo de trabalho parlamentar sobre segurança nuclear observou que, embora o Brasil tivesse assinado e ratificado a Convenção sobre Proteção contra Radiação (No. 115) da Organização Internacional do Trabalho (OIT), o país não havia adotado medidas internas para a implementação do Artigo 12, que obriga os signatários a fornecer serviços médicos aos antigos empregados que estiveram em contato com substâncias radioativas. Discussões sobre a implementação do Artigo 12 têm ocorrido no Congresso Nacional desde 2006.

### Acidentes e incidentes radiológicos
- Em 1986, cerca de 20 a 25 mil litros água radioativa vazaram acidentalmente da usina nuclear de Angra 1, sendo matéria de capa do jornal Folha de S.Paulo em 9 de outubro.[243][244]
- Em abril de 2000, houve um vazamento de 5 000 m³ de licor de urânio no complexo minerador industrial de Lagoa Real, em Caetité, Bahia. A INB, empresa responsável pelo local, tentou manter o acidente secreto, mas nove funcionários romperam o silêncio seis meses depois e informaram as autoridades.[245][246] Desse modo, a INB foi multada em R$ 119 130 (US$ 57 600) [245] e teve suas atividades suspensas entre novembro de 2000 e julho de 2001.[219][226]
- Em 28 de maio de 2001, outro vazamento de água radioativa ocorreu em Angra 1, desta vez de 22 000 litros e atribuído a erro humano. Autoridades consideraram um acidente de pequena magnitude e afirmaram que os trabalhadores e moradores da região não enfrentavam riscos de contaminação.[247]
- Em outubro de 2001, gás de hexafluoreto de urânio vazou da fábrica de combustível de Resende, por culpa de falhas no sistema de segurança e detecção do local. O gás radioativo e letal invadiu um espaço de 60 m², mas foi contido. De acordo com reportagens à época, o vazamento não afetou nenhum dos 450 empregados ou dos 8 000 moradores do distrito mais próximo. No entanto, comunidades próximas ao local reclamaram por não terem sido notificadas sobre o acidente.[248]
- Em abril de 2002, dois trabalhadores da INB avisaram à Radio Educadora de Caetité que outro vazamento de licor de urânio havia ocorrido na "Área 170", mas que fora mantido em segredo pela INB.[219][249]
- Entre janeiro e junho de 2004, em Caetité, o reservatório de água radioativa transbordou sete vezes, derramando efluentes líquidos de urânio-238, tório-232 e rádio -226 no Riacho das Vacas e no ambiente em torno.[219] Esse acidente motivou inspeções in loco da Coordenação de Instalações Nucleares (CODIN) da CNEN. As inspeções produziram um relatório técnico que apontou várias irregularidades, como constantes derramamentos de água contaminada, medidas inadequadas de escavação, o que poderia gerar deslizamentos de terra, e falta de estudos hidro-geológicos para prevenir que a água contaminada atingisse o lençol freático.[250] Apesar das críticas do relatório, a licença de mineração de Caetité foi renovada.[251] De acordo com um artigo da Folha de S.Paulo, os autores do relatório renunciaram a seus cargos.[252]
- Em 15 de maio de 2009, uma falha humana durante processo de descontaminação em Angra 2 resultou no vazamento de partículas radioativas, afetando – embora sem contaminar seriamente – os seis trabalhadores que se encontravam perto do local do acidente.[253] Embora a empresa brasileira encarregada da produção de energia nuclear, Eletrobrás Eletronuclear, afirme ter avisado às autoridades pertinentes sobre o acidente assim que esse ocorreu, notícias sobre o mesmo só surgiram na mídia depois de 11 dias.[254][255][256]
- Em Caetité, em 2 de maio de 2010, um cano estourou na INB e 900 litros de licor de urânio foram derramados sobre o solo.[257][258]
- Em 18 de outubro de 2012, devido a uma falha operacional na mina da INB em Caetité, cerca de 100 quilos (220 libras) de urânio foram derramados no chão. A INB afirma ter seguido o protocolo necessário e limpado o local.[259]
- Em 26 de junho de 2013, um homem que trabalha para a INB como vigia noturno na Unidade de Urânio Concentrado em Caetité caiu em uma piscina que continha 20 000 metros cúbicos de líquidos radioativos. O incidente tornou-se público por meio de uma ONG local, que comunicou a queda do trabalhador e denunciou a insuficiência das medidas de segurança no local da usina de urânio; como a ausência de grades de proteção em torno das piscinas de armazenagem de material radioativo.[260] Depois que o ocorrido foi relatado pela mídia, a INB publicou uma nota afirmando que a empresa havia fornecido assistência médica ao trabalhador. Segundo a nota, o trabalhador foi submetido a exames e sua saúde não fora afetada.[261]

### Controle, supervisão e segurança nuclear
A CNEN é responsável não só pela promoção e fomento da indústria nuclear no Brasil, como também pela supervisão e regulação do setor nuclear no país —uma dualidade de responsabilidades que pode prejudicar a independência do sistema de supervisão. Além disso, já se afirmou  que isso contrariaria o Artigo 8 da Convenção sobre Segurança Nuclear, que afirma que 
"Cada Parte Contratante tomará as medidas apropriadas para assegurar uma efetiva separação entre as funções do órgão regulatório e aquelas de qualquer outro órgão ou organização relacionado com a promoção ou utilização da energia nuclear." 
O Brasil é parte no acordo desde 2 de junho de 1997.
Desde o início de 2013, o governo brasileiro tem considerado uma proposta para o estabelecimento de uma agência reguladora da energia nuclear. Alguns no setor tem apoiado a medida, que iria separar a regulação, o licenciamento e o controle das atividades nucleares das iniciativas de fomento, promoção e apoio à pesquisa e produção de energia nuclear.

### Transparência
Desde o início, o programa nuclear brasileiro tem sido envolto em segredo. Temas nucleares ainda são considerados questões de segurança nacional e soberania, apesar da democratização e da transição após o regime militar verificados no Brasil. Há pouca transparência sobre várias atividades nucleares conduzidas sob tutela do governo e sobre o impacto que podem ter sobre a saúde e o ambiente. Além disso, as várias tentativas de manter acidentes radioativos em segredo tem prejudicado a credibilidade de empresas nucleares e gerado desconfiança entre o público. 

Particularmente, setores baseados perto de minas e usinas de urânio e afetados por suas atividades tem expressado diversas preocupações relacionadas ao tema, que vão desde os impactos da mineração de urânio à viabilidade dos planos de emergência. Autoridades políticas e organizações da sociedade civil também reclamam da falta de mecanismos para facilitar o diálogo com o setor nuclear. O episódio ocorrido em 2004, quando o Brasil negou acesso visual completo aos inspetores da AIEA, complementa essas acusações, assim como a persistente recusa do Brasil em aderir ao Protocolo Adicional.

### Custos das atividades nucleares
Ao longo das décadas, as atividades nucleares no Brasil absorveram grande quantidade de recursos dos contribuintes. Embora seja difícil determinar o custo total do programa nuclear do país desde seu início, a construção de Angra 1 e Angra 2 custaram 12,5 bilhões de dólares.
Em 2008, os custos para a construção de Angra 3 foram estimados em R$ 7,2 bilhões (3,4 bilhões de dólares). No entanto, em 2010 esse número foi revisto e elevado para R$10,4 bilhões (4,9 bilhões de dólares). Essa quantia deve ser somada aos R$ 1,5 bilhões (702 milhões de dólares) previamente gastos na construção e aos 20 milhões de dólares gastos anualmente com a manutenção e o armazenamento de equipamentos adquiridos mais de 20 anos atrás.
Diversos especialistas, como os físicos Luiz Pinguelli Rosa e José Goldemberg, expressaram sua oposição ao empreendimento, afirmando ser uma fonte muito cara de energia. De fato, os altos custos associados à energia nuclear são considerados um obstáculo para o desenvolvimento no Brasil de um mercado doméstico de energia renovável.

### Legalidade de Angra 3 contestada
Em novembro de 2007, Greenpeace moveu uma ação legal para impedir a construção de Angra 3, afirmando que esta seria ilegal e inconstitucional. O advogado do Greenpeace, José Afonso da Silva, emitiu uma parecer jurídico argumentando que a construção de Angra 3 não era um ato legal do poder executivo. O parecer jurídico de Da Silva também afirmou que os Artigos 21, 49 e 225 da Constituição exigem que a construção de usinas nucleares seja discutida previamente no Congresso – fato que não ocorreu. Em janeiro de 2008, a juíza federal Renata Costa Moreira Musse Lopes pronunciou-se contra a ação do Greenpeace.
Quando Angra 3 entrar em operação comercial, a nova unidade, com potência de 1 405 megawatts, será capaz de gerar mais de 12 milhões de megawatts-hora por ano, energia suficiente para abastecer as cidades de Brasília e Belo Horizonte durante o mesmo período. Com Angra 3, a energia nuclear passará a gerar o equivalente a 50% do consumo do Estado do Rio de Janeiro. Angra 3 é construída com tecnologia alemã Siemens/KWU (hoje, Areva ANP). As etapas de construção da Unidade incluem as obras civis, a montagem eletromecânica, o comissionamento de equipamentos e sistemas e os testes operacionais.
Foram executadas cerca 67,1% das obras civis da Usina. O progresso físico global do empreendimento, considerando todas as outras disciplinas envolvidas, é de 58,4%. Até setembro de 2015 já foram alocados ao empreendimento cerca de R$ 5,3 bilhões de um total de R$ 14,8 bilhões (base de junho de 2014), de custos diretos, que serão investidos, sendo que aproximadamente 75% desse valor serão investidos dentro do país.

### A Declaração de Teerã entre Brasil, Irã e Turquia (2010)
O Programa nuclear iraniano tem sido alvo de calorosos debates internacionais desde 2003. Como um ator fundamental no regime global de não proliferação, os Estados Unidos têm sido um dos participantes principais nesse debate. 
Durante o governo Lula (2003-2011), o Brasil promoveu uma enfática defesa do direito do Irã de enriquecer urânio, dada sua condição de signatário do TNP. Embora esse posicionamento estivesse de acordo com o argumento tradicionalmente apresentado pelo Brasil – que países em desenvolvimento podem adquirir a tecnologia considerada importante para seu processo de desenvolvimento – representou uma fonte de discórdia entre o Brasil e os Estados Unidos.
De acordo com relatos do então chanceler Celso Amorim e correspondência diplomática vazada dos Estados Unidos, este país buscava convencer o Irã a aceitar um acordo com a AIEA sobre seu programa nuclear e incentivou o Brasil fazer o mesmo.
Agindo de acordo com a indicação dos EUA, diplomatas brasileiros, conjuntamente com homólogos turcos, obtiveram um acordo com o Irã, que se tornou público em maio de 2010. O acordo foi formalizado por meio da tripartite Declaração de Teerã, que permitia ao Irã enviar 1 200 kg de urânio enriquecido a 3,5% em troca de combustível nuclear enriquecido a 20% para um reator científico. No entanto, a iniciativa não obteve o apoio dos cinco membros permanentes do Conselho de Segurança das Nações Unidas. Uma razão mencionada foi que a quantidade determinada (1 200 kg) era insuficiente, pois desconsiderava a acumulação de maior quantidade de urânio com baixo grau de enriquecimento pelo Irã desde que a AIEA propôs o acordo, no final de 2009. Além disso, a Declaração de Teerã não lidava com a produção de urânio enriquecido a 20% pelo Irã. Desse modo, os Estados Unidos e outras potencias ocidentais temeram que esse acordo não exigisse que o Irã reduzisse seu programa de enriquecimento ou mesmo resolvesse questões pendentes sobre os possíveis fins militares de suas atividades nucleares.
Pouco depois que o acordo foi anunciado, Hillary Clinton, à época Secretária de Estado dos EUA, declarou que os cinco membros permanentes do Conselho de Segurança haviam concordado com o rascunho do texto para uma resolução que iria impor uma nova série de sanções ao Irã.
A rejeição do acordo obtido com o Irã e a Turquia foi uma grande fonte de frustração para a diplomacia brasileira. No entanto, apesar de ser chamado de ingênuo e acusado de prolongar uma atividade controversa de um regime duvidoso, o presidente Lula afirmou que "engajar o Irã – e não isolá-lo– era a melhor forma de promover a paz e a estabilidade no Oriente Médio". Na perspectiva do Lula, ‘‘a existência de armas de destruição em massa é o que torna o mundo mais perigoso, não os acordos com o Irã".